# Лудвиг XI фон Ринек
Лудвиг XI фон Ринек (на немски: Ludwig VI von Rieneck; † 29 март 1408) е граф на Графство Ринек.

## Произход
Той е син на граф Йохан фон Ринек († 1365) и съпругата му Хайлвиг фон Изенбург-Бюдинген († 1367), дъщеря на Лотар фон Изенбург-Бюдинген († 1340/1341) и Изенгард фон Фалкенщайн-Мюнценберг († сл. 1326). Внук е на граф Хайнрих II фон Ринек († 1343) и Аделхайд фон Цигенхайн († 1322).

## Фамилия
Първи брак: пр. 22 юни 1358 г. с Елизабет фон Ринек († 30 април 1361), вдовица на брат му Лутер фон Ринек, дъщеря на граф Герхард V фон Ринек († 1381) и Имагина фон Бикенбах († 1367). Те нямат деца.
Втори брак: на 19 юни 1365 г. с Кунигунда фон Спонхайм-Боланден († март 1400), вдовица на рауграф Вилхелм цу Щолценберг († 1358), дъщеря на граф Филип фон Спонхайм-Боланден († 1338) и Елизабет фон Катценелнбоген († сл. май 1338). Те имат един син:
- Томас II фон Ринек (1386 – 1431), граф на Ринек, женен I. за графиня Елизабет фон Хенеберг-Ашах, II. за графиня Елизабет фон Кастел, III. за графиня Катарина фон Ханау

Трети брак: сл. март 1400 г. с Агнес фон Шварцбург († сл. 16 октомври 1435), дъщеря на граф Хайнрих XV фон Шварцбург-Лойтенберг († 1402) и Анна фон Ройс-Плауен († 1412). Те нямат деца.